# Zgornje Partinje
Zgornje Partinje is een plaats in Slovenië en maakt deel uit van de gemeente Sveti Jurij v Slovenskih goricah in de NUTS-3-regio Podravska. De plaats telde 582 inwoners op 1 januari 2020.